# Buch bei Märwil
Buch bei Märwil is een plaats en voormalige gemeente in het district Frauenfeld, kanton Thurgau, Zwitserland.
De voormalige gemeente omvatte de nederzettingen Azenwilen and Bohl. In 1990 telde de gemeente 140 inwoners.
De plaats maakt sinds 1995 deel uit van de gemeente Affeltrangen.